# République des Sept-Îles
1800–1814
Entités précédentes :
- République française (départements français de Grèce)

Entités suivantes :
- République des îles Ioniennes

La république des Sept-Îles (en grec : Επτάνησος Πολιτεία / Eptánisos Politeía) est le nom donné au protectorat rassemblant sept îles Ioniennes (anciennement vénitiennes), situées entre la Grèce et l’Italie, que la France s’était attribuées au traité de Campo-Formio en 1797, et avait transformées en trois départements français de Grèce. La république des Sept-Îles fut formée en 1800, sous la protection de la Russie et de la Turquie, après que l'amiral russe Fiodor Ouchakov s'en fut emparé à l'issue du siège de Corfou (1798-1799).
Elle tire son nom de l'Heptanèse, région de la Grèce à l’époque de la domination vénitienne, composée des mêmes îles, alors gouvernées par des provéditeurs différents et ne formant pas une même entité administrative.
La république des Sept-îles comprenait les îles de :
- Corfou, capitale : Corfou ;
- Paxos (Paxi ou Paxo) ;
- Leucade (Sainte-Maure), capitale : Leucade ;
- Céphalonie, capitale : Argostoli ;
- Ithaque (Theaki, ou Petite Céphalonie), capitale : Vathý ;
- Zakynthos (Zante), capitale : Zante ;
- Cythère (Cerigo), capitale Cythère.

## La période «russe»
Le 2 avril 1800, les Russes et les Turcs, au traité de Constantinople, s’accordent pour former la république fédérative des Sept-Îles. Le tsar Alexandre Ier, que l’on dit très impliqué dans le projet de Constitution qu’il aurait écrit, devient le protecteur officiel de la jeune république, tandis que le Sultan Selim III en obtient la suzeraineté nominale en échange d’un tribut de 75 000 piastres à verser tous les trois ans. De ce point de vue, le statut de la République est calqué sur celui des Principautés danubiennes, autres États chrétiens orthodoxes (dont les tsars russes s’érigeaient en protecteurs) mais tributaires du sultan ottoman.
En raison de leur importance stratégique, la Russie envoie une flotte et un corps d’occupation dans les îles qui s’installe à Sainte-Maure, mais les canons dits « de terre » sont sous la responsabilité d’un fonctionnaire turc désigné spécifiquement par le Divan ottoman (Conseil du sultan).

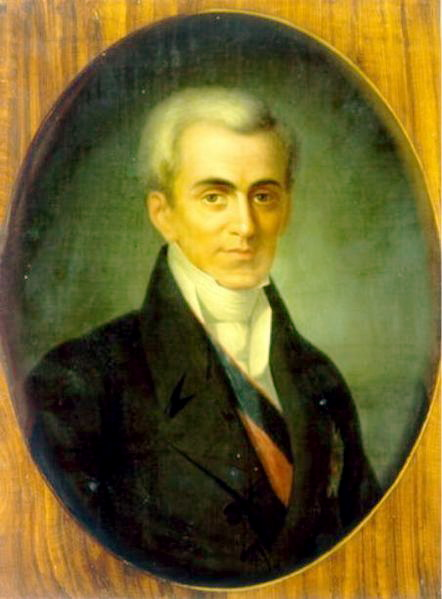
Ioannis Kapodístrias

Dans les faits, les îles sont parfaitement autonomes. Leur exécutif est constitué par un Sénat de douze membres disséminés entre Corfou, Zante et Céphalonie, les trois principales îles, tandis qu’un prince-président, élu par le Sénat représente l’autorité suprême. La magistrature et tous les postes clés sont aux mains de la noblesse, partagée entre seigneurs catholiques d’obédience romaine et de langue souvent italienne, et archontes grecs orthodoxes. Les deux clergés, catholique et orthodoxe, n’exercent qu’une autorité morale sur le pays. Toutefois, après des siècles de domination italique et catholique, le grec est reconnu comme langue administrative, et par décret du tzar l’orthodoxie grecque a désormais un statut égal à celui du catholicisme italien.
Ioánnis Kapodístrias, futur dirigeant de la Grèce après son indépendance, est un des hommes qui gouvernent la République. Il est chargé d’organiser les îles de Céphalonie, Sainte-Maure et Ithaque. On lui attribue aussi la constitution de 1803.
La république des Sept-Îles est reconnue par la République française, l’Espagne et l’Autriche dans le traité d’Amiens, le 25 mars 1802. Mais, dès le 18 vendémiaire an X (10 octobre 1801), l’une des dispositions d’une convention secrète (dont le but est de consolider la paix de Lunéville et de garantir la sécurité de l’Europe) signée par Charles-Maurice de Talleyrand-Périgord pour la France et l’ambassadeur russe, le Comte de Markov, pour la Russie, reconnaît et garantit l’indépendance et la Constitution de la république des Sept-îles-Unies, et convient qu’il n’y aurait plus de troupes étrangères dans ces îles.
Alors que les Turcs envisagent d’intervenir pour rétablir l’ordre précédent, Talleyrand, ministre des Affaires étrangères, prend lui-même la plume et expédie un rapport au Premier Consul, selon lequel la situation est plus que propice à une intervention française : les Russes ont perdu toute influence, les Turcs se font menaçants, et les Britanniques n’ont d’influence que dans les villes et non dans les campagnes. Talleyrand conclut son rapport par une phrase : la France est l’objet de tous les vœux.
Le 4 novembre 1803, une nouvelle Constitution est promulguée. D’apparence audacieuse, cette Constitution n’est finalement qu’une habile copie de la première, réservant tous les pouvoirs à la seule classe aristocratique. En effet, du fait des conditions pour être électeur, seuls les hommes de la noblesse disposent du droit de vote : pour pouvoir voter, il faut être né mâle, noble, dans les îles, d’une union légitime, être chrétien et disposer d’un revenu foncier important (dont la quotité varie selon les îles) et, à défaut d’un revenu foncier, d’un diplôme universitaire.
Pendant ce temps, la diplomatie prend le pas, mais reste tendue : Talleyrand a incité Bonaparte à temporiser, car intervenir à Corfou signifie la reprise d’un conflit européen. Aussi, la France y envoie un commissaire général et chargé d’affaires des relations commerciales, Antoine-Alexandre Romieu,, qui sera chargé en 1804 d’une mission diplomatique en Perse. Il est accompagné d'un commissaire à Zante, Reinaud, et d'un sous-commissaire à Céphalonie, Bourbaki.
Ses rapports sont désenchantés et il souffre d’avoir en face de lui un puissant « parti russe ». Les Russes ont en effet mis en place un subtil jeu d’alliance avec les populations locales : leur représentant diplomatique est le comte Georges Mocenigo, figure du parti aristocratique, né à Zante et d’origine vénitienne. Il compte des doges dans sa famille. La disparition de la « Sérénissime » lui a permis d’obtenir sans difficultés la nationalité russe. Cette nomination au poste de consul du Tzar lui donne en fait tous les pouvoirs sur les îles et il gouverne de fait.

## La période «française»
Pourtant en 1806, la position russe est de moins en moins solide dans les îles. Ali Pacha de Janina songe alors à agrandir ses possessions en s’emparant de l’archipel. Il envoie son secrétaire, Mehmet Guerini (un Corse converti à l’islam) auprès de Napoléon à Tilsit afin d’obtenir l’aval de la France à ses projets. Au même moment, Napoléon propose au Tzar Alexandre Ier son alliance en échange des îles Ioniennes. Le souverain russe n’y fait pas obstacle et l’archipel revient à la France après le traité de Tilsit en 1807. En août de la même année, le général César Berthier arrive à Corfou et, le 1er septembre, annonce au Sénat que les îles passent sous la protection de la France ; rien n’est changé dans le fonctionnement constitutionnel, administratif ou judiciaire de la République : « La république des îles septinsulaires devient l’un des gouvernements qui dépendent de l'Empire français. Les habitants deviennent les sujets de l’Empereur et Roi. Ils conservent leur gouvernement ; les membres du Sénat conservent leurs fonctions. »
Berthier intègre alors dans ses troupes régulières quelques milliers d’Albanais chrétiens chassés du continent par Ali Pacha, pour la plupart des Souliotes. Le colonel Minot est chargé de commander ce « régiment albanais » qui a pour but de défendre les îles parce que l’Empereur s’était engagé à ce qu’aucun « soldat de ligne français, italien ou napolitain » ne le fasse. L’expérience est un échec car les Albanais plus habitués à la guérilla des montagnes et n’acceptant des ordres que de leurs chefs de clan, ont du mal à accepter la discipline militaire française : toute sanction est pour eux une humiliation personnelle, que seul le prix du sang peut laver, et ils se mutinent à plusieurs reprises, notamment en octobre 1809, lorsque les Britanniques s’emparent de la majeure partie des îles Ioniennes, à l’exception de Corfou qui restera bloqué par la flotte britannique jusqu'en 1814.
Déçu par l’attitude française à Tilsit, Ali Pacha se tourne vers les Britanniques pour faire aboutir son projet de s’emparer des îles Ioniennes. On pense que Kapodístrias fut déterminant dans l’échec d’Ali Pacha et la mise en place du protectorat britannique.
En 1809, les Britanniques occupent les îles, à l’exception de Corfou, vigoureusement défendue par le général Donzelot jusqu’en 1814, la reddition de la citadelle de l’île de Leucade est par contre reprochée au général Camus. C’est le traité de Paris qui place les îles Ioniennes sous le protectorat britannique : la république des Sept-Îles est alors rebaptisée république des îles Ioniennes. En 1819, le Sultan Mahmoud II reconnaît ce protectorat en échange de la restitution de Parga dont Ali Pacha prend possession.